# Philodromus kraepelini
Philodromus kraepelini là một loài nhện trong họ Philodromidae.
Loài này thuộc chi Philodromus. Philodromus kraepelini được Eugène Simon miêu tả năm 1905.